# Dinamo-Auto Tiraspol
 FC Dinamo-Auto is een Moldavische voetbalclub uit Tiraspol.
De club werd in 2009 opgericht en won in haar eerste seizoen meteen de Divizia B Noord. In het seizoen 2012/13 werd de club derde in de Divizia A en promoveerde naar het hoogste niveau. Dinamo-Auto speelt haar wedstrijden in het Transnistrische dorp Tîrnauca tussen Tighina en Tiraspol.

## Erelijst
Divizia B (Moldavië) Noord
Winnaar in 2010

## In Europa
Uitslagen vanuit gezichtspunt Dinamo-Auto Tiraspol
| Seizoen | Competitie    | Ronde | Land             | Club         | Totaalscore | 1e W    | 2e W | PUC |
| ------- | ------------- | ----- | ---------------- | ------------ | ----------- | ------- | ---- | --- |
| 2020/21 | Europa League | 1Q    | Vlag van Letland | FK Ventspils | 1-2         | 1-2 (U) |      | 0.5 |